# رودريغو أنطونيو رودريغوس
رودريغو أنطونيو رودريغوس (21 أبريل 2000 بساو كارلوس في البرازيل - ) هو لاعب كرة قدم برازيلي في مركز الوسط.

## وصلات خارجية
- رودريغو أنطونيو رودريغوس على موقع قاعدة بيانات كرة القدم.إي يو (الإنجليزية)
- رودريغو أنطونيو رودريغوس على موقع Soccerway.com (الإنجليزية)